# Angelo Orlando (Schauspieler)

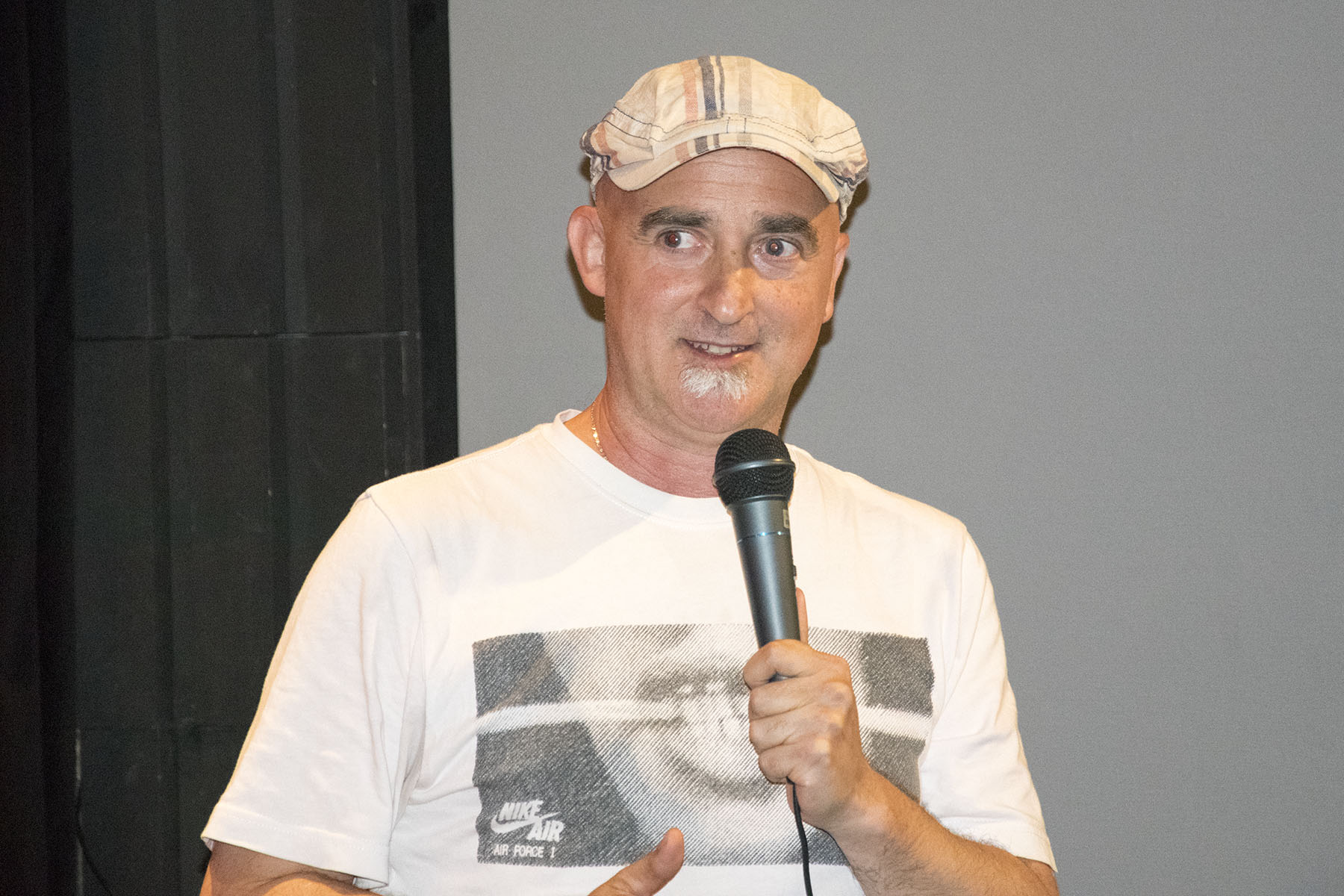
Angelo Orlando (2016)

Angelo Orlando (* 6. Dezember 1962 in Salerno) ist ein italienischer Autor, Regisseur und Schauspieler für Bühne, Film und Fernsehen.

## Leben
Orlando machte sich ab 1989 als Schauspieler beim Film (sein Durchbruch erfolgte in Federico Fellinis letztem Film Die Stimme des Mondes) sowie mit Theaterstücken aus seiner Feder wie Deliri metropolitani, Messico è nuvole, Sono chiuso in me stesso più della porta di casa und den mit dem Premio Solinas 2005 ausgezeichneten Casamatta Vendesi einen Namen. Für seine darstellerischen Leistungen erhielt er 1992 den David di Donatello als bester Nebendarsteller für Pensavo fosse amore invece era un calesse.
1994 drehte er seinen ersten Kinofilm, der nach Motiven aus Comics von Andrea Pazienza entstandene L'anno prossimo vado a letto alle dieci. Vier Jahre später legte er Barbara vor, der ab 2003 auch als Theaterstück umgearbeitet aufgeführt wurde. Als Autor veröffentlichte Orlando 2002 einen Erzählband und zwei Jahre später Gedichte. Im August 2005 erschien dann sein dritter Film, Sfiorarsi, der nach Festivalaufführungen ab 2008 auch im Kino gezeigt wurde. Nach schauspielerischem Engagement in unabhängigen Filmen legte er 2013 mit Rocco tiene tu nombre einen Film in spanischer Produktion als Regisseur vor.

## Filmografie (Auswahl)
- 1989: L'ultima scena
- 1990: Die Stimme des Mondes (La voce della luna)
- 1995: L’anno prossimo vado a letto alle dieci!
- 2013: Rocco tiene tu nombre (Regie, Drehbuch)
- 2016: Ballad in Blood (Drehbuch)